# Survivor Series (2004)
Survivor Series (2004) — восемнадцатое в истории PPV-шоу Survivor Series, производства американского рестлинг-промоушна World Wrestling Entertainment (WWE). Шоу прошло 17 ноября 2002 года в «Ганд-арена» в Кливленде, Огайо, США. Оно проводилось для рестлеров из брендов Raw и SmackDown!.

## Результаты
| #                                                                    | Матч | Тип матча                                                                                        | Время |
| -------------------------------------------------------------------- | --- | ------------------------------------------------------------------------------------------------ | ----- |
| 1H                                                                   | «Сопротивление» (Сильван Гренье и Роберт Конвей) победили Урагана и Роузи                                                                                  | Командный матч                                                                                   | 4:59  |
| 2                                                                    | Спайк Дадли (с) победил Билли Кидмана, Чаво Герреро и Рея Мистерио                                                                                         | Четырёхсторонний матч за титул чемпиона WWE в первом тяжёлом весе                                | 9:09  |
| 3                                                                    | Шелтон Бенджамин (c) победил Кристиана (с Тайсоном Томко)                                                                                                  | Одиночный матч за титул интерконтинентального чемпиона WWE                                       | 13:23 |
| 4                                                                    | «Команда Герреро» (Эдди Герреро, Биг Шоу, Джон Сина и Роб Ван Дам) победила «Команду Энгла» (Курт Энгл, Карлито, Лютер Рейнс и Марк Джиндрак) (с Хесусом)  | Матч Survivor Series 4х4                                                                         | 12:26 |
| 5                                                                    | Гробовщик победил Хайденрайха (с Полом Хейманом) | Одиночный матч                                                                                   | 15:58 |
| 6                                                                    | Триш Стратус (c) победила Литу дисквалификацией | Одиночный матч за титул чемпиона WWE среди женщин                                                | 1:24  |
| 7                                                                    | Джон «Брэдшоу» Лэйфилд (c) (с Орландо Джорданом) победил Букера Ти                                                                                         | Одиночный матч за титул чемпиона WWE                                                             | 14:43 |
| 8                                                                    | «Команда Ортона» (Рэнди Ортон, Крис Бенуа, Крис Джерико и Мэйвена) победила «Команду Трипл Эйча» (Трипл Эйч, Батиста, Эдж и Джин Снитски) (с Риком Флэром) | Матч Survivor Series 4х4 Каждый из победителей будет руководить Raw в течение следующих 4 недель | 24:31 |
| H — означает матч на Sunday Night Heat (c) — чемпион на начало матча | |                                                                                                  |       |